# Herlin-le-Sec

Herlin-le-Sec este o comună în departamentul Pas-de-Calais, Franța. În 1 ianuarie 2022 avea o populație de 161 de locuitori.